# Balcani (Bacău)
Balcani è un comune della Romania di 8 161 abitanti, ubicato nel distretto di Bacău, nella regione storica della Moldavia.
Il comune è formato dall'unione di 4 villaggi: Balcani, Frumoasa, Ludași, Schitu-Frumoasa.
L'attuale struttura del territorio comunale risale al 1956 quando vennero unificati gli ex comuni di Frumoasa e Schitu-Frumoasa, a cui venne aggiunto il villaggio di Ludaşi che invece apparteneva al comune di Băsești.

## Monumenti
Tra i monumenti ubicati nel comune spiccano tre edifici religiosi:
- La chiesa lignea dedicata a San Nicola (Sfântul Nicolae), risalente al 1789
- La chiesa lignea dedicata ai Santi Voivodi (Sfinţii Voievozi), risalente al 1824
- La chiesa dedicata alla Nascita di San Giovanni Battista (Naşterea Sfântului Ioan Botezătorul), costruita nel 1812